# 劇団Focus
劇団Focus（げきだん・ふぉーかす、2020年8月1日 - ）は、日本のオンラインで演劇を配信する劇団。リモート演劇革命団体。
立ち上げから2年で23作品、200ステージを超えるペースで生配信公演を上演。
「演劇で日本を元気に」「演劇のようで映画みたいな演劇、映画のようで演劇みたいな映画を」モットーに、リアルタイム配信にこだわり、複数のカメラを使用した画期的な演劇配信を行っている。
神木優（桃太郎俳優）、菅野臣太朗（脚本・演出家）、鮫島裕一郎、倉堀正彦（音楽）の4人で立ち上げる。
前身団体は劇団Zooooom！（神木優と渡部将之が立ち上げる、2020年4月1日〜2020年7月21日）
2021年からは劇団公演だけではなく、外部団体への技術協力などを行い、芸能プロダクションや劇団など、多岐多様なオンラインでの演劇配信の協力をしている。
2020年10月3日にグランドオープンした、富岡製糸場の国宝「西置繭所」のオープニングイベントでは、「結び〜昭和30年代の富岡製糸場〜（脚本・演出：菅野臣太朗）」を、西置繭所からリアルタイムでの配信公演を行なった。

## 作品一覧

### 劇団Focus公演
- 1st focus!「今宵、夜空の片隅で」（出演：神木優、久下恭平、高橋光）
- 2nd focus!「今宵、夜空の片隅で2〜また来ちゃいました〜」（出演：神木優、久下恭平、高橋光）
- 3rd focus!「彼女ノ行方」（出演：神木優、森一弥）
- 4th focus!「親父の相談」（出演：神木優、幹山恭市、久下恭平）
- 5th focus!「不動産屋の恋」（出演：神木優、鎌田亜由美）
- 6th focus!「今宵、夜空の片隅で3〜また来ちゃいました〜」（出演：神木優、久下恭平、高橋光）
- 7th focus!「親父の面接」（出演：神木優、幹山恭市、佐藤智広）
- 8th focus!「彼女ノ行方〜Director's Cut〜」（出演：神木優、森一弥、内堀克利）
- 9th focus!「大地くんと日野林さん」（出演：神木優、久下恭平）
- 10th focus!「彼女ノ行方〜Writer's Cut〜」（出演：神木優、森一弥、内堀克利、正木みわ）
- 11th focus!「大地くんと日野林さん〜再演だけど、ちょっとだけ新作〜」（出演：神木優、久下恭平）
- 12th focus!「不動産屋の恋〜とらいあんぐるば〜じょん〜」（出演：神木優、北村圭吾、池永亜美）
- 13th focus!「夕陽ヶ丘団地の犯罪者〜3号棟402号室住人・森下伸次郎の目線〜」（出演：神木優）
- 14th focus!「お騒がせHOTEL」（出演：神木優、武田知大、鎌田亜由美）
- 15th focus!「今宵、夜空の片隅で4〜また来ちったんですけど何か？〜」（出演：神木優、久下恭平、高橋光）
- 16th focus!「夕陽ヶ丘団地の犯罪者〜9号棟104号室住人・中井悟の目線〜」（出演：神木優）
- 17th focus!「今宵、夜空の片隅で5〜またチョコっと来ちゃいました〜」（出演：神木優、久下恭平、高橋光）
- 18th focus!「不動産屋の恋」（出演：田邉淳一、中右遥日）
- 19th focus!「たぶん、これが最後の恋」（出演：神木優、あだにや結）
- 20th focus!「俺たちは昔、子供だった〜前編後編〜」（出演：神木優、久下恭平、武田知大、石川桃、牧野達哉）
- 21st focus!「親父の面接＆親父の相談」（出演：神木優、幹山恭市、岡田政宏）
- 22nd focus! 「涙目男、桃尻女に誑かされ。伊達女、宿で北叟笑む」  （出演：神木優、甲斐千尋、中右遥日）
- 世界遺産シリーズ 1st「結び〜昭和30年代の富岡製糸場〜」富岡製糸場・国宝西置繭所（出演：神木優、倉本発、鎌田亜由美、中右遥日、小橋杏佳）

### プロデュース公演
- 1st 武田知大脚本・演出「漆原組新宿抗争物語〜前編〜」
- 2nd 小谷嘉一脚本・演出「退職届、代筆します！？」
- 3rd 武田知大脚本・演出「漆原組新宿抗争物語〜後編〜」
- 4th 小谷嘉一脚本・演出「退職届、代筆します！？」再演
- 5th 武田知大脚本・演出「娘のいない夏」

### 前身団体 劇団Zooooom！公演
- 1st zooooom!「蒼空」改め「ムラモロ 」
- 2nd zooooom!「病院へ行こう」
- 3rd zooooom!「親父の面接」
- 4th zooooom!「不動産屋の恋」
- 5th zooooom!「はーどのっくホテル」
- 6th zooooom!「お騒がせHOTEL」
- 7th zooooom!「今宵、夜空の片隅で」

### 技術提供
- 武田知大作品「池袋の中心で、愛をさけぶ」
- Humanmarket remote performance vol.2「IKKAKU」「IKKAKUになる男」
- ais project「只今、絶賛仕込み中！？」
- テアトルアカデミー「贋作オーディション」
- 菅野臣太朗演劇倶楽部「小劇場へ行こう！！」
- ais project「不動産屋の恋」「たぶん、これが最後の恋」「ダサいけど、ホンネ愛されたい」
- テアトルアカデミー「不動産屋の恋」「パパの面接」「ママの面接」（札幌校、仙台校、名古屋校、東京校）
- Humanmarket remote performance vol.1「KASUGA〜the story begins〜」
- 宝映テレビプロダクション「贋作オーディション」「面接シリーズ」
- 小橋杏佳プロデュース公演「贋作オーディション」「ダサいけど、ホンネ愛されたい」